# Johan Georg 2. af Anhalt-Dessau
Fyrst Johan Georg 2. af Anhalt-Dessau (tysk: Johan Georg II., Fürst von Anhalt-Dessau; 17. november 1627 – 7. august 1693) var fyrste af det tyske fyrstendømme Anhalt-Dessau fra 1660 til sin død i 1693.

## Eksterne links
- Wikimedia Commons har flere filer relateret til Johan Georg 2. af Anhalt-Dessau

| Johan Georg 2.Huset AskanienFødt: 17. november 1627 Død: 7. august 1693 |                                     |                           |
| Titler som regent                                                       |                                     |                           |
| Foregående: Johan Kasimir 1.                                            | Fyrste af Anhalt-Dessau 1660 – 1693 | Efterfølgende: Leopold 1. |